# Vila Tychonova 4
Vila Tychonova 4 (Stachova a Hoffmannova dvojvila) je jižní část rodinné dvojvily v Praze 6-Hradčanech. Od roku 1958 je chráněna jako nemovitá kulturní památka České republiky.

## Historie
Část dvojvily s č.p. 269 postavenou v letech 1911–1913 navrhl Josef Gočár pro Karla Hoffmanna, vrchního účetního Pražské městské pojišťovny na Staroměstském náměstí.
Původně byl dvojdům navržen ve stylu moderny. Po dokončení kubistického Jakubcova domu v Jičíně (arch. Pavel Janák) a teoretické stati „Hranol a pyramida“ vydané v časopisu Umělecký měsíčník, vydávaném kubisty, Gočár upravil kromě již rozestavěného domu U Černé Matky Boží také dvojdům v Tychonově ulici; jednu polovinu víc (č.p. 269), na druhé převládají ještě detaily ve stylu moderny.

## Popis
Jednopatrová vila je krytá mansardovou střechou. Z jejího hlavního průčelí vystupuje hmota vnitřního schodiště. V přízemí mezi pilíři je domovní vstup, tvořený portikem s trojúhelně zalomeným štítem. Tento štít je ploše diamantově profilován. Dveře vstupu kryje dekorativní mříž.
Vydutí fasády je z každé strany rámováno jedním pilířem s hlavicí ve tvaru převráceného komolého jehlance. Z boční fasády vystupuje pětiosý rizalit na kalichovitých pilířích s diamantovou řezbou. Rizalit nese terasu se zábradlím na úrovni podkroví. Balkony na fasádě do zahrady jsou podepřeny osmibokými pilíři. Na všech stranách fasády je plocha mezi okny vyplňována geometrickými obrazci.
V interiéru propojuje podlaží oválné schodiště. Do bytů vedou dvoukřídlé dveře s profilovanými výplněmi.
Osmiboký altánek v zahradě má jehlancovou stříšku.